# Antoni López Massó
Antoni López Massó (Terrassa, Vallès Occidental, 1943) és un escriptor català.
López Massó s'havia dedicat al comerç fins a la jubilació, tot i que en el seu temps lliure havia llegit molt, va debutar amb la seva primera novel·la el 2013, amb la qual va guanyar el Premi Carlemany per al foment de la lectura, dotat amb 10.000 euros, que li fou atorgat a Andorra la Vella, un premi finançat pel Govern andorrà, el Grup 62 i la Fundació Enciclopèdia Catalana i que el va donar a conèixer en el món literari. La novel·la guanyadora titulada "L'home dels ulls grisos" s'inspira en la història que un malalt de càncer va explicar al mateix autor, quan aquest col·laborava com a voluntari a Oncolliga. El pacient, de la Fundació Oncolliga, a qui l'Antoni va acompanyar com a voluntari, era un nen deportat a Rússia durant la Guerra Civil que va formar part dels serveis d'espionatge russos i més endavant va ser agent de la CIA.
Després del seu debut amb la novel·la premiada, el 2014 va publicar la seva segona novel·la, ‘La Dama de Vallparadís’, l'argument de la qual gira al voltant del viatge històric que Blanca de Centelles, l'última "castlana" del castell, va realitzar a Àustria a 1313. La seva tercera novel·la fou ‘Cristina’. El 2019 va publicar la seva quarta novel·la, ‘Blanc sobre negre’, que s'endinsa en el món dels vaixells negrers que viatjaven fins a Cuba per treballar en les plantacions de canya de sucre.